# Parcze
Parcze – część miasta Olkusz w województwie małopolskim, w powiecie olkuskim, w gminie Olkusz.
Rozpościera się w rejonie środkowego odcinka ulicy Parcze na północ od centrum miasta.
System TERYT jako Parcze oznacza obszar między dawnymi wsiami Parcze Dolne i Parcze Górne, włączonymi do Olkusza 28 kwietnia 1931 w związku ze znacznym poszerzeniem granic miasta.